# François Boher
François Boher fue un escultor, pintor y escritor francés, nacido en Villafranca de Conflent el 12 de marzo de 1769 y fallecido en Perpiñán el 8 de abril de 1825 de formación autodidacta.

## Datos biográficos
Es el autor de cuatro tablas, en las que describió, los principales eventos de la vida de los santos Abdón y Sennen (fr), patronos de la ciudad de Arlés. Hizo también estatuas para las iglesias de Perpiñán, una Virgen de la Asunción para la iglesia de La Real, un Cristo y un Resucitado para Saint-Laurent-de-Cerdans y para Arles-sur-Tech.
Los modelados de la cara, las manos y un pie de un San Mateo, figuran en el Museo de Perpiñán. La vida de Boher fue aventurera. Al regresar de un viaje de estudios a Barcelona, en su juventud, una tormenta le arrojó sobre la costa italiana, aprovechó la oportunidad para visitar la península. En 1811, se trasladó a París, donde coincidió con Jacques-Louis David y Anne-Louis Girodet, pero las relaciones con estos artistas se vieron rotas pronto, por el carácter sospechoso del artista. Publicó varios libros sobre las artes plásticas.

## Obras escritas
- Description de quatre tableaux représentant quatre époques de la vie des saints Abdon et Sennen, patrons d'Arles en Roussillon Perpiñán: impr. de J. Alzine, 1816
- Lettre de M. Boher, peintre et statuaire Perpiñán: impr. de J. Alzine, [1819]
- Leçons de l'école gratuite de Dessin et d'Architecture de la ville de Perpignan I Perpiñán: impr. de J. Alzine, 1819-1822
- Satire V, composée à la fin du mois de juillet 1819... Fragment de ma satire IV Narbona: impr. de F. Caillard, s.a.
- Satire VII, composée au commencement du mois d'août 1819. - Fragment de ma seconde satire, composée Toulouse: impr. de J.-M. Douladoure, s.a.
- Les Arts vengés, réponse à la XXIIIe ode de Le Brun Perpiñán: impr. de J. Alzine, 1820
- Dialogue entre la Peinture et la Sculpture Perpiñán: impr. de J. Alzine, 1821
- Réponse au Mémoire de M. Emeric-David, tome second Narbona, 1822
- Épître XVII. A Michel-Ange et à Raphaël... (Mars 1822) Toulouse: impr. de J.-M. Douladoure, s.a.
- Épître XIX. Poème élégiaque du 10 novembre 1822... aux parens et aux amis d'Antoine Cano Perpiñán: impr. de J. Alzine, 1822
- Épître XVIII. A l'illustre statuaire Canova... à Rome. La lettre de ce grand artiste Perpiñán: J. Alzine, 1822
- Poésies de François Boher, satires 1re livraison Perpiñán: impr. de J. Alzine, 1822
- Poésies de François Boher,... essais sur l'ode Perpiñán: J. Alzine, 1823
- Poésies de François Boher,... Ode Ve... 21 juillet 1823 Toulouse: impr. de Bellegarrigue, s.a.
- Poésies de François Boher,... Odes. Troisième livraison Narbona: F. Caillard, 1825
- Ouvrages sur le beau idéal, sur le beau sublime, dans l'art du peintre et du statuaire